# Observatoire astronomique Los Molinos
L'observatoire astronomique Los Molinos (en espagnol Observatorio Astronómico Los Molinos ou simplement OALM, est un observatoire astronomique situé sur la Cuchilla Pereyra à Montevideo, en Uruguay. Il a été fondé en 1994. 